# Aparell de mesura

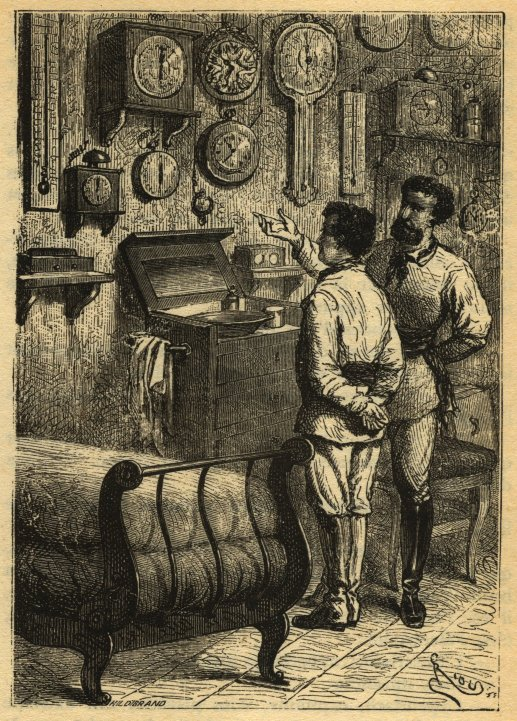
El capità Nemo i el professor Aronnax contemplant instruments de mesura a la novel·la Vint mil llegües de viatge submarí

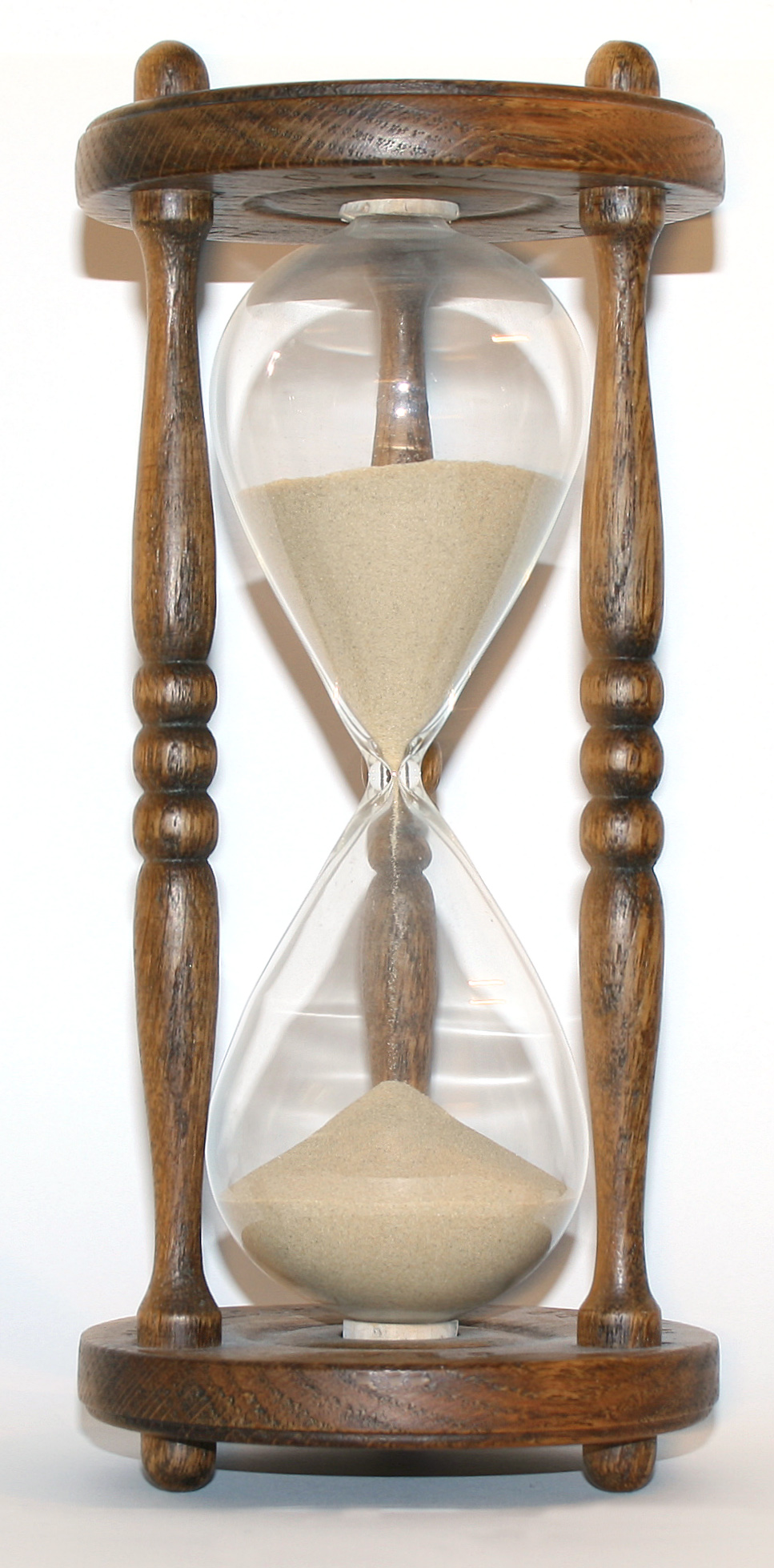
Rellotge de sorra sobre un suport de tres potes

Un aparell de mesura o instrument de mesura és un objecte que s'utilitza per comparar magnituds físiques mitjançant un procés de mesura. Com a unitats de mesura s'utilitzen objectes i successos prèviament establerts com a estàndards o patrons, i de la mesura en resulta un número que és la relació entre l'objecte d'estudi i la unitat de referència. Els instruments de mesura són el mitjà amb què es duu a terme aquesta conversió. Tots els instruments de mesura estan subjectes a diversos graus d'error de l'instrument i a la incertesa de mesura. Dues característiques importants d'un instrument de mesura són la precisió i la sensibilitat.

## Tipus
En física i enginyeria s'empren una gran varietat d'aparells per dur a terme les seves mesures. Des d'objectes senzills com regles i cronòmetres fins a microscopis electrònics i acceleradors de partícules. Alguns instruments de mesura són:
| Per mesurar massa: - Balança - Bàscula - Espectròmetre de masses - Cataròmetre Per mesurar temps: - Calendari - Cronòmetre - Rellotge - Rellotge atòmic - Datació radiomètrica Per mesurar longitud: - Cinta mètrica - Regle graduat - Peu de rei - Nònius - Micròmetre - Rellotge comparador - Interferòmetre - Hodòmetre Per mesurar angles: - Goniòmetre - Sextant - Transportador Per mesurar temperatura: - Termòmetre - Termoparell - Piròmetre Per mesurar pressió: - Baròmetre - Manòmetre - Tub de Pitot - Sonòmetre (pressió sonora) Per mesurar velocitat: - Velocímetre - Anemòmetre (velocitat del vent) - Tacòmetre (velocitat d'un eix) | Per mesurar propietats elèctriques: - Electròmetre (càrrega) - Amperímetre (intensitat) - Galvanòmetre (intensitat) - Ohmetre (resistència) - Voltímetre (tensió) - Wattímetre (potència elèctrica) - Multímetre (tots els valors anteriors) - Pont de Wheatstone - Oscil·loscopi Per mesurar volum - Pipeta - Proveta - Bureta - Matràs aforat Per mesurar altres magnituds: - Cabalímetre (cabal) - Colorímetre - Comptador Geiger - Dinamòmetre (força) - Duròmetre (duresa) - Espectròmetre - Espectroscopi - Luxímetre (Il·luminació) - Microscopi - pH-metre (pH) - Piranòmetre - Radiòmetre de Nichols - Sismògraf |

## Qualitats i característiques
- Camp de mesura: rang que abasta des del valor mínim al màxim.
- Abast: valor màxim que es pot mesurar.
- Escala: signes que indiquen els valors de la magnitud a mesurar. Per exemple, en un regle l'escala són les ratlletes de la línia graduada.
- Divisió d'escala: valor entre dos signes d'escala consecutius. Per exemple, en un regle pot ser 1 mm.
- Sensibilitat: mínima variació que es pot apreciar sobre l'escala per unitat de magnitud mesurada.[5] Per exemple, en un nivell de bombolla, la sensibilitat indica què significa en graus el desplaçament de la bombolla una divisió.
- Precisió: aptitud per subministrar resultats amb el mínim error (en anglès accuracy; el mot precision es fa servir per al concepte general de precisió i repetibilitat junts).
- Repetibilitat: concordança entre els resultats de diverses mesures consecutives (les mesures han de realitzar-se en les mateixes condicions i sobre la mateixa peça).
- Dispersió: grau de dispersió que presenten les mesures d'una sèrie, realitzades sota les mateixes condicions.
- Reversibilitat: diferències de mesura quan es mesura una mateixa magnitud quan creix o decreix.
- Calibratge: conjunt d'operacions que tendeixen a determinar el valor dels errors de l'instrument de mesura per procedir al seu ajust.
- Estabilitat: concordança entre els resultats de diverses mesures mesures espaiades; les mesures s'han de realitzar en les mateixes condicions.
- Rapidesa: temps que transcorre fins que l'índex, partint de la posició zero o repòs, arriba a la seva posició definitiva d'equilibri quan s'aplica bruscament una magnitud.
- Aproximació: menor fracció d'una determinada magnitud lineal o angular que es pot mesurar.
- Incertesa: dispersió dels valors mesurats atribuïbles a la magnitud mesurada.[6] En altres paraules, és l'estimació unida al resultat d'un assaig que caracteritza l'interval de valors dins dels quals s'afirma que hi ha el valor verdader.